# Río San Javier
Río San Javier är ett vattendrag i Argentina.   Det ligger i provinsen Santa Fe, i den centrala delen av landet, 400 km nordväst om huvudstaden Buenos Aires, och mynnar ut i Rio Parana. 
Omgivningen kring Río San Javier består huvudsakligen av våtmarker. Området är  ganska tätbefolkat, med 67 invånare per kvadratkilometer.